# Свете мученице Софија и Ирина
Свете Софије и Ирине Египатске су хришћанске мученице 3. века, посечене мачем под царем Аурелијаном око 270-272.
Византијски синаксари и менологије обележавају помен Софије и Ирене 17. или 18. септембра. Не наводе податке о њима нити о времену или месту где су живели. Његово сећање се директно везује за преседан мучеништва Хераклида и Мирона, епископа Тамаса (Кипар), који се наводи у менолошком двостиху, из којег се изводи закључак о његовом постојању, будући да алудира на његово одсецање главе. На Западу, први који је Софију и Ирину увео у римски мартирологиј био је цезар Бароније, који их је поставио за мученике и одредио њихов празник.
Боландисти су у свом коментару на Римски мартирологиј истакли да је у Цариграду, у цркви Свете Софије, постојала, као једна од мањих цркава посвећене Светој Ирини.
Једна верзија каже да је један хришћанин након одсецања главе сакупио њене мошти и оставио их у својој кући, где су се чинила многа чуда. Цар Константин, обавештен о томе, наредио је да се мошти пренесу у Цариград и да се сагради велика црква у њену част.
Спомен у Православној цркви празнује се 1. октобра (18. септембра по јулијанском календару)